# Калгари-тауэр
Калгари-тауэр — смотровая площадка в центральной части города Калгари, Альберта, Канада. Высота 190,8 м. Первоначально называвшаяся Хаски-тауэр, она была задумана как совместное предприятие между Marathon Realty Company Limited и Husky Oil в рамках плана обновления города и празднования столетия Канады в 1967 году. Башня была построена за 3 500 000 канадских долларов и весит приблизительно 10 884 тонны, из которых 60% находится под землей. Она открылась для публики 30 июня 1968 года как самое высокое сооружение в Калгари и самое высокое в Канаде за пределами Торонто. В 1971 году она была переименована в Калгари-тауэр.
Здание было одним из основателей Всемирной федерации великих башен.

## История

### Планировка и строительство
Когда Marathon Realty и Husky Oil построили свои новые головные офисы в Калгари, они предложили построить башню как в честь канадского столетия 1967 года, так и для поощрения городского обновления и роста центра города. Конструкция была спроектирована Dale and Associates и спроектирована так, чтобы выдерживать землетрясения и ветры до 161 км/ч. Строительство началось 19 февраля 1967 года, было завершено за 15 месяцев и обошлось в 3,5 миллиона канадских долларов. Колонна башни была построена из беспрецедентной непрерывной заливки бетона. Заливка началась 15 мая 1967 года и завершилась через 24 дня при среднем росте 7.6 м в день. Эта скорость была оценена представителями отрасли как «удивительный подвиг технического и физического мастерства».
По завершении строительства Хаски-тауэр была высотой 190,8 м и являлась самым высоким сооружением такого типа в Северной Америке. Она возвышалась над горизонтом Калгари, вдвое превышая высоту предыдущего самого высокого сооружения в городе, Эльведен-хаус. Разработчики намеренно ввели общественность в заблуждение, утверждая, что башня будет высотой 187 м, в надежде не дать конкурирующим разработчикам превзойти рекорд высоты Husky Tower. Вскоре после того, как официальные лица в Сан-Антонио попытались заявить о себе, объявив о завершении строительства 190-метровой башни Америк, разработчики раскрыли истинную высоту Husky Tower.
Башня Хаски официально открылась 28–30 июня 1968 года в ходе трех отдельных церемоний. На смотровом уровне находился холл / ресторан под названием «Прицепной пост».

### Позднейшая история

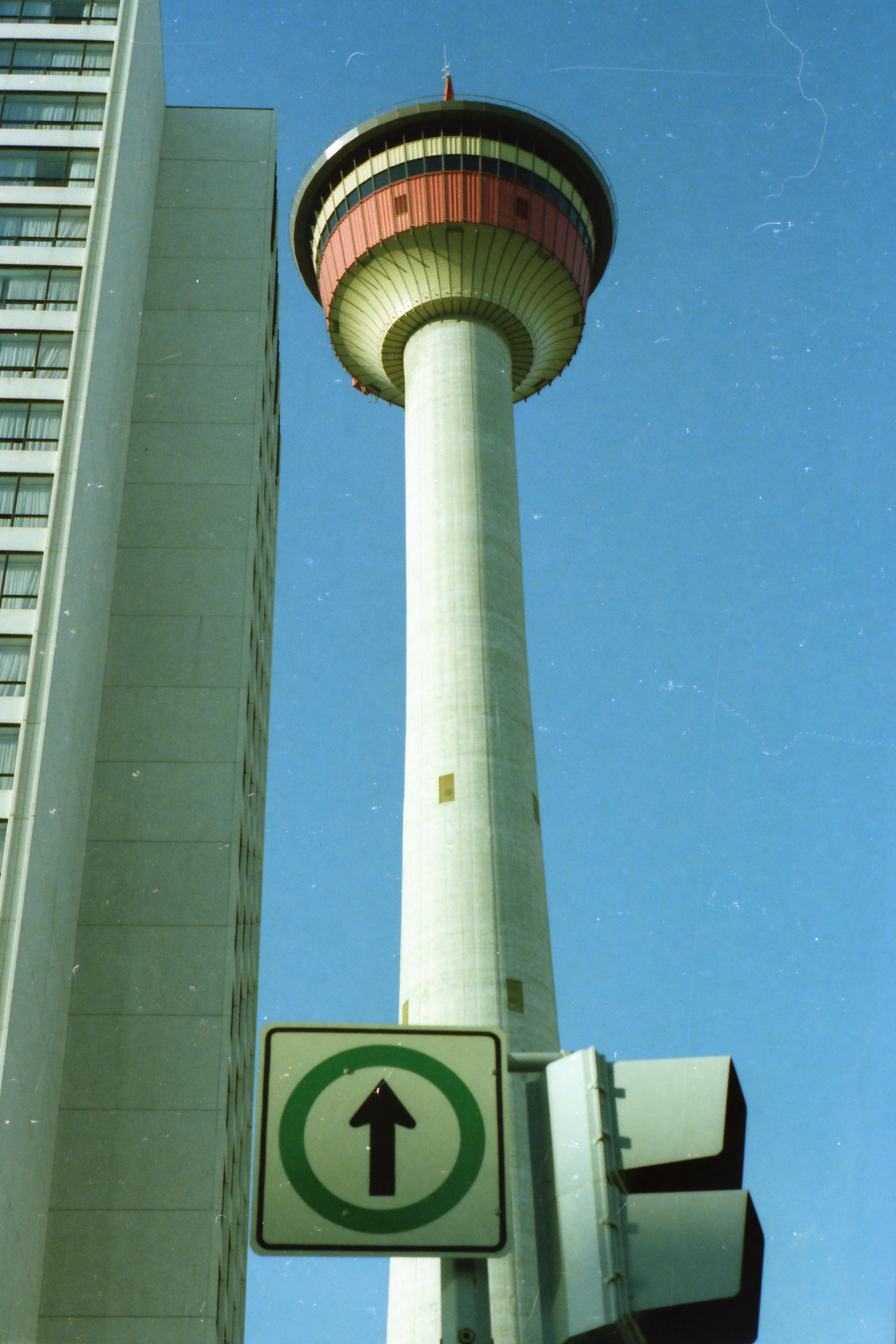
Башня Калгари в 1978 году с оригинальной красно-желтой окраской.

Marathon Realty приобрела контрольный пакет акций башни в 1970 году. Здание было официально переименовано в Башню Калгари 1 ноября 1971 года в честь горожан. Однако официальные лица аэропорта до сих пор называют ее Хаски-Тауэр, чтобы отличить ее от башни международного аэропорта Калгари.
Западная башня Петро-Канадского центра обогнала Калгари-Тауэр как самое высокое сооружение в Калгари в 1983 году.
В период с 1987 по 1990 год башня претерпела значительные ремонтные работы. Добавление сувенирного магазина и вращающегося ресторана было частью реконструкции верхних этажей башни стоимостью 2,4 миллиона долларов. В 1990 году была пристроена стеклянная ротонда, служившая новым вестибюлем.
На вершине башни в октябре 1987 года был построен котел, работающий на природном газе, в качестве подарка к проведению Зимних Олимпийских игр 1988 года.
Факел, потребляющий 850 м3 в час, был впервые зажжен 13 февраля 1988 года, когда открылись Игры, и горел 24 часа в сутки. Его по-прежнему зажигают для различных специальных мероприятий, включая День Канады.
Башня была одним из основателей Всемирной федерации великих башен в 1989 году вместе с Эйфелевой башней среди прочих. Она отпраздновала своё 25-летие в 1993 году, когда её впервые посетили 500 000 человек.
Пристройка стеклянного пола была построена на северной стороне смотровой площадки башни и открыта 24 июня 2005 года. Стоя на стекле, можно смотреть прямо вниз на 9-ю Южную авеню и Центральную улицу.
LED, многоцветная система внешнего освещения была добавлена и впервые была протестирована 1 августа 2014 года. 12 ламп были добавлены на корону и 24 на внешний пол. Каждый источник света был запрограммирован на создание более 16,5 миллионов комбинаций цветов и световых эффектов. Система используется с 8 октября 2014 года, становясь более заметной частью ночного горизонта города.